# Cleotrivia coletteae
Cleotrivia coletteae is een slakkensoort uit de familie van de Triviidae. De wetenschappelijke naam van de soort is voor het eerst geldig gepubliceerd in 1999 door Fehse als Niveria coletteae.